# Åkær Amt
Åkær Amt blev oprettet i 1662 af det tidligere Åkær Len. Det havde navn efter hovedgården Åkær. Amtet bestod kun af et enkelt herred, nemlig Hads. Amtet blev nedlagt ved reformen af 1793, og indgik derefter i Århus Amt.
Ved folketællingen i 1787 havde amtet 6024 indbyggere.

## Amtmænd
- 1778 – 1799: Hans Løwenhielm Bülow